# Hethum II av Armenien
Hethum II av Armenien, död 1307, var regerande kung av Armenien mellan 1289 och 1293, 1295–1296 och 1299–1303.